# Grazzini Bay
Die Grazzini Bay ist eine vereiste und 3 km breite Bucht an der Shackleton-Küste der antarktischen Ross Dependency. Sie liegt an der Ostseite der Darley Hills in den Churchill Mountains und öffnet sich zum Ross-Schelfeis.
Das Advisory Committee on Antarctic Names benannte sie 2003 nach Athos D. Grazzini, Kartograf und Toponymspezialist beim National Geographic Magazine von 1950 bis 1970.